# Freestyle ai I Giochi olimpici giovanili invernali - Halfpipe femminile
La gara dell'halfpipe ragazze di freestyle ai I Giochi olimpici giovanili invernali di Innsbruck 2012 si è tenuta sulla pista di Kühtai il 14 e 15 gennaio. Hanno preso parte a questa gara 10 atlete in rappresentanza di 10 nazioni.

## Risultato

### Qualificazioni
| Pos. | Pett. | Atleta                     | Nazione       | punteggio 1ª manche | punteggio 2ª manche | Miglior punteggio | Note |
| ---- | ----- | -------------------------- | ------------- | ------------------- | ------------------- | ----------------- | ---- |
| 1    | 2     | Elisabeth Gram             | Austria       | 80.25               | 87.00               | 87.00             | Q    |
| 2    | 1     | Marine Tripier Mondancin   | Francia       | 81.00               | 68.50               | 81.00             | Q    |
| 3    | 7     | Tiril Sjåstad Christiansen | Norvegia      | 69.75               | 76.75               | 76.75             | Q    |
| 4    | 3     | Shannon Gunning            | Canada        | 64.00               | 26.25               | 64.00             | Q    |
| 5    | 4     | Katie Summerhayes          | Regno Unito   | 55.50               | 54.75               | 55.50             | Q    |
| 6    | 8     | Alexia Bonelli             | Svizzera      | 28.75               | 53.50               | 53.50             | Q    |
| 7    | 5     | Samantha Poots             | Nuova Zelanda | 23.00               | 52.00               | 52.00             |      |
| 8    | 9     | Nanaho Kiriyama            | Giappone      | 49.00               | 43.25               | 49.00             |      |
| 9    | 6     | Monika Loboda              | Slovenia      | 24.00               | 41.00               | 41.00             |      |
| DNS  | 10    | Jeanee Crane-Mauzy         | Stati Uniti   | DNS                 | DNS                 | DNS               |      |

### Finale
| Pos. | Pett. | Atleta                     | Nazione     | punteggio 1ª manche | punteggio 2ª manche | Miglior punteggio |
| ---- | ----- | -------------------------- | ----------- | ------------------- | ------------------- | ----------------- |
|      | 2     | Elisabeth Gram             | Austria     | 84.75               | 82.75               | 84.75             |
|      | 7     | Tiril Sjåstad Christiansen | Norvegia    | 79.25               | 39.00               | 79.25             |
|      | 1     | Marine Tripier Mondancin   | Francia     | 69.25               | 69.50               | 69.50             |
| 4    | 3     | Shannon Gunning            | Canada      | 62.00               | 58.00               | 62.00             |
| 5    | 4     | Katie Summerhayes          | Regno Unito | 55.00               | 44.75               | 55.00             |
| 6    | 8     | Alexia Bonelli             | Svizzera    | 31.25               | 47.75               | 47.75             |

Legenda:
- Pos. = posizione
- Pett. = pettorale
- Q = qualificata per la finale